# Диброва (Богородчанская поселковая община)
Диброва (укр. Діброва) — село в Богородчанской поселковой общине Ивано-Франковского района Ивано-Франковской области Украины.
По данным на 01.01.2024 года население составляло 220 человек. Население по переписи 2001 года составляло 240 человек. Занимает площадь 3 км². Почтовый индекс — 77706. Телефонный код — 03471.
Возле села находится дендропарк «Диброва» («дубрава»).